# Малка (река)
Малка (рус. Малка) руска је река која протиче крајњим југом Руске Федерације преко територија Кабардино-Балкарије и Ставропољског краја. Лева је притока реке Терек и део басена Каспијског језера.